# گالینا ۳۵۷۶
سیارک ۳۵۷۶ (به انگلیسی: 3576 Galina، نامگذاری:1984DB3) سه هزار و پانصد و هفتاد و ششمین سیارک کشف شده‌است که در ۲۶ فوریه ۱۹۸۴ کشف شد.
قدر مطلق سیارک برابر ۱۳٫۱۰ است.